# 1188

## Události
- 3. září – křižáky dobyto portugalské město Silves
- sepsána Zpráva o založení kláštera svatého Vincenta v Lisabonu

## Narození
- 4. března – Blanka Kastilská, francouzská královna a regentka († 26. listopadu 1252)
- 24. března – Ferdinand Portugalský, flanderský hrabě, účastník bitvy u Bouvines († 29. července 1233)
- ? – Albrecht IV. Habsburský, hrabě z Aargau a z Horního Alsaska († 13. prosince 1239)

## Úmrtí
- 22. ledna – Ferdinand II., král Leónu a Galicie (* 1137)
- 11. října – Robert I. z Dreux , francouzský z královské dynastie Kapetovců, účastník druhé křížové výpravy (* 1124/1126)
- 16. listopadu – Usáma Ibn Munkiz, arabský emír ze severní Sýrie, válečník, politik, dvořan a spisovatel (* 1096)

## Hlavy států
- České knížectví – Bedřich
- Moravské markrabství – Konrád II. Ota
- Svatá říše římská – Fridrich I. Barbarossa
- Papež – Klement III.
- Anglické království – Jindřich II. Plantagenet
- Francouzské království – Filip II. August
- Polské knížectví – Kazimír II. Spravedlivý
- Uherské království – Béla III.
- Sicilské království – Vilém II. Dobrý
- Kastilské království – Alfonso VIII. Kastilský
- Rakouské vévodství – Leopold V. Babenberský
- Skotské království – Vilém Lev
- Byzantská říše – Izák II. Angelos